# Mai 1850

## Événements
- 23 mai, France : inauguration de la section Tergnier-Saint-Quentin du chemin de fer de Creil à Saint-Quentin (compagnie du Nord).

- 27 mai : reprise de l’insurrection babie en Perse : les partisans du Báb, incarcéré à Tabriz, se soulèvent à partir de la ville de Nayriz.

- 31 mai, France : loi du 31 mai 1850 restreignant le suffrage universel, qui porte à trois ans la durée de domiciliation attribuant le droit de vote, en écartant 30 % des électeurs, plus de trois millions d’électeurs pauvres.

## Naissances
- 18 mai : Oliver Heaviside (mort en 1925), physicien britannique.
- 21 mai : Giuseppe Mercalli (mort en 1914), sismologue et volcanologue italien.

## Décès
- 1er mai : Henri-Marie Ducrotay de Blainville (né en 1777), zoologiste et anatomiste français.
- 7 mai : Jacques Auguste Anne Léon Le Clerc de Juigné, militaire et parlementaire français (° 1774).
- 9 mai : Louis Joseph Gay-Lussac (né en 1778), chimiste et physicien français.
- 27 mai : Micah Taul, parlementaire américain (né le 14 mai 1785).